# El Limón
Pour les articles homonymes, voir Limon.
El Limón est une localité du Venezuela, capitale de la paroisse civile de Mario Briceño Iragorry et chef-lieu de la municipalité de Mario Briceño Iragorry dans l'État d'Aragua. Elle fait partie de l'agglomération de Maracay.